# Övraby landskommun, Halland
Övraby landskommun  var en tidigare kommun i Hallands län.

## Administrativ historik
När 1862 års kommunalförordningar trädde i kraft inrättades i Sverige cirka 2 500 kommuner. Huvuddelen av dessa var landskommuner (baserade på den äldre sockenindelningen), vartill kom 89 städer och åtta köpingar.Då inrättades i  Övraby socken i Halmstads härad i Halland denna kommun. 
Vid kommunreformen 1952 uppgick landskommunen i Enslövs landskommun som senare 1974 uppgick i Halmstads kommun.

## Politik

### Mandatfördelning i Övraby landskommun 1942-1946
| 9 | 6 |

| 15 |

| 9 | 6 |

| 14 |